# 穆罕默德·祖贝尔
穆罕默德·祖贝尔（英語：Muhammad Zubair，1988年10月12日—），巴基斯坦男子曲棍球運動員，亦為巴基斯坦国家男子曲棍球队成員。

## 生平
2010年11月，穆罕默德·祖贝尔代表巴基斯坦出戰廣州亞運會，參加曲棍球比賽，奪得金牌。